# Sant Gervasi (Vilanova i la Geltrú)
Sant Gervasi és una muntanya de 23 metres que es troba al municipi de Vilanova i la Geltrú, a la comarca del Garraf. Al cim podem trobar-hi un vèrtex geodèsic (referència 278134001).